# Теорема Еренфеста
Теоре́ма Еренфе́ста (Рівняння Еренфеста) — твердження про вид рівнянь квантової механіки для середніх значень спостережуваних величин гамільтонових систем. Ці рівняння вперше отримані П. Еренфестом у 1927 році.
Для випадку операторів координати та імпульсу теорема може бути записана у наступній формі:
{\displaystyle m{\frac {d}{dt}}\langle x\rangle =\langle p\rangle ,\;\;{\frac {d}{dt}}\langle p\rangle =-\left\langle V'(x)\right\rangle ~.}
У більш загальному випадку таке ж співвідношення виконується для очікуваного середнього значення будь-якого іншого оператора в квантовій механіці та комутації цього оператора із гамільтоніаном системи
{\displaystyle {\frac {d}{dt}}\langle A\rangle ={\frac {1}{i\hbar }}\langle [A,H]\rangle +\left\langle {\frac {\partial A}{\partial t}}\right\rangle ~,}
тут A — деякий квантовомеханічний оператор (наприклад, оператор імпульсу) а {\displaystyle \langle A\rangle } — середнє значення відповідної фізичної величини. Теорема Еренфеста є обов'язкова в представленні Гейзенберга квантової механіки. Вона вказує на відповідність квантовомеханічних співвідношень та законів — їх класичним аналогам для середніх значень фізичних величин.
Теорема Еренфеста тісно пов'язана з теоремою Ліувіля із механіки Гамільтона, що містить дужки Пуассона замість комутатора. В загальному випадку можна сформулювати наступне правило: кожна теорема квантової механіки, що містить комутатор, може бути приведена до її класичного аналога шляхом заміни комутатора на «дужки Пуассона», помноживши їх на коефіцієнт {\displaystyle i\hbar }.

## Виведення
Нехай деяка система знаходиться в квантовому стані {\displaystyle \Phi }. Якщо ми знаємо похідну по часу від очікуваної величини A, тоді за визначенням будемо мати:
{\displaystyle {\frac {d}{dt}}\langle A\rangle ={\frac {d}{dt}}\int \Phi ^{*}A\Phi ~dx^{3}=\int \left({\frac {\partial \Phi ^{*}}{\partial t}}\right)A\Phi ~dx^{3}+\int \Phi ^{*}\left({\frac {\partial A}{\partial t}}\right)\Phi ~dx^{3}+\int \Phi ^{*}A\left({\frac {\partial \Phi }{\partial t}}\right)~dx^{3}}
{\displaystyle =\int \left({\frac {\partial \Phi ^{*}}{\partial t}}\right)A\Phi ~dx^{3}+\left\langle {\frac {\partial A}{\partial t}}\right\rangle +\int \Phi ^{*}A\left({\frac {\partial \Phi }{\partial t}}\right)~dx^{3},}
де інтегрування проводиться по всьому просторі. Якщо використати при цьому рівняння Шредінгера, тоді знайдемо:
{\displaystyle {\frac {\partial \Phi }{\partial t}}={\frac {1}{i\hbar }}H\Phi }
та
{\displaystyle {\frac {\partial \Phi ^{*}}{\partial t}}={\frac {i}{\hbar }}\Phi ^{*}H^{*}={\frac {i}{\hbar }}\Phi ^{*}H.}
Слід відзначити, що {\displaystyle H=H^{*}} оскільки гамільтоніан є ермітовий. Підставляючи це у приведене вище рівняння, знаходимо
{\displaystyle {\frac {d}{dt}}\langle A\rangle ={\frac {1}{i\hbar }}\int \Phi ^{*}(AH-HA)\Phi ~dx^{3}+\left\langle {\frac {\partial A}{\partial t}}\right\rangle ={\frac {1}{i\hbar }}\langle [A,H]\rangle +\left\langle {\frac {\partial A}{\partial t}}\right\rangle .}
Досить часто (проте не завжди) оператор A не залежить від часу, так що його похідна по часу рівна нулю і ми можемо знехтувати останнім членом.

## Приклад використання
В загальному випадку для руху масивної частки в певному потенціалі, гамільтоніан системи можна подати у вигляді:
{\displaystyle H(x,p,t)={\frac {p^{2}}{2m}}+V(x,t)}
де x координата частки. Якщо ми хочемо узнати моментальну зміну імпульсу p, тоді теорема Еренфеста дає:
{\displaystyle {\frac {d}{dt}}\langle p\rangle ={\frac {1}{i\hbar }}\langle [p,H]\rangle +\left\langle {\frac {\partial p}{\partial t}}\right\rangle ={\frac {1}{i\hbar }}\langle [p,V(x,t)]\rangle }
оскільки p комутує із самим собою в координатному просторі так, що оператор імпульсу є {\displaystyle p=-i\hbar \nabla }, тоді {\displaystyle {\frac {\partial p}{\partial t}}=0}. Також
{\displaystyle {\frac {d}{dt}}\langle p\rangle =\int \Phi ^{*}V(x,t)\nabla \Phi ~dx^{3}-\int \Phi ^{*}\nabla (V(x,t)\Phi )~dx^{3}.}
Використовуючи стандартне правило диференціювання добутку, знаходимо
{\displaystyle {\frac {d}{dt}}\langle p\rangle =\langle -\nabla V(x,t)\rangle =\langle F\rangle ,}
що за формою збігається з другим законом Ньютона. Це є типовий приклад т.з. принципу відповідності, який стверджує, що у випадку багатьох часток другий закон Ньютона формулюється у формі очікуваної величини для руху однієї частки.

## Виноски
1. ↑  Для «бра-кет» представлення

{\displaystyle {\frac {\partial }{\partial t}}\langle \phi |x\rangle ={\frac {i}{\hbar }}\langle \phi |{\hat {H}}|x\rangle ={\frac {i}{\hbar }}\langle \phi |x\rangle H={\frac {i}{\hbar }}\Phi ^{*}H}
де {\displaystyle {\hat {H}}} оператор Гамільтона, а H є представлення гамільтоніану в координатному просторі (так само, як і у випадку для похідної вище). Іншими словами, ми використали приєднаний оператор для всього рівняння Шредінгера, котрий змінив порядок операцій H та {\displaystyle \Phi }.